# Морський десант

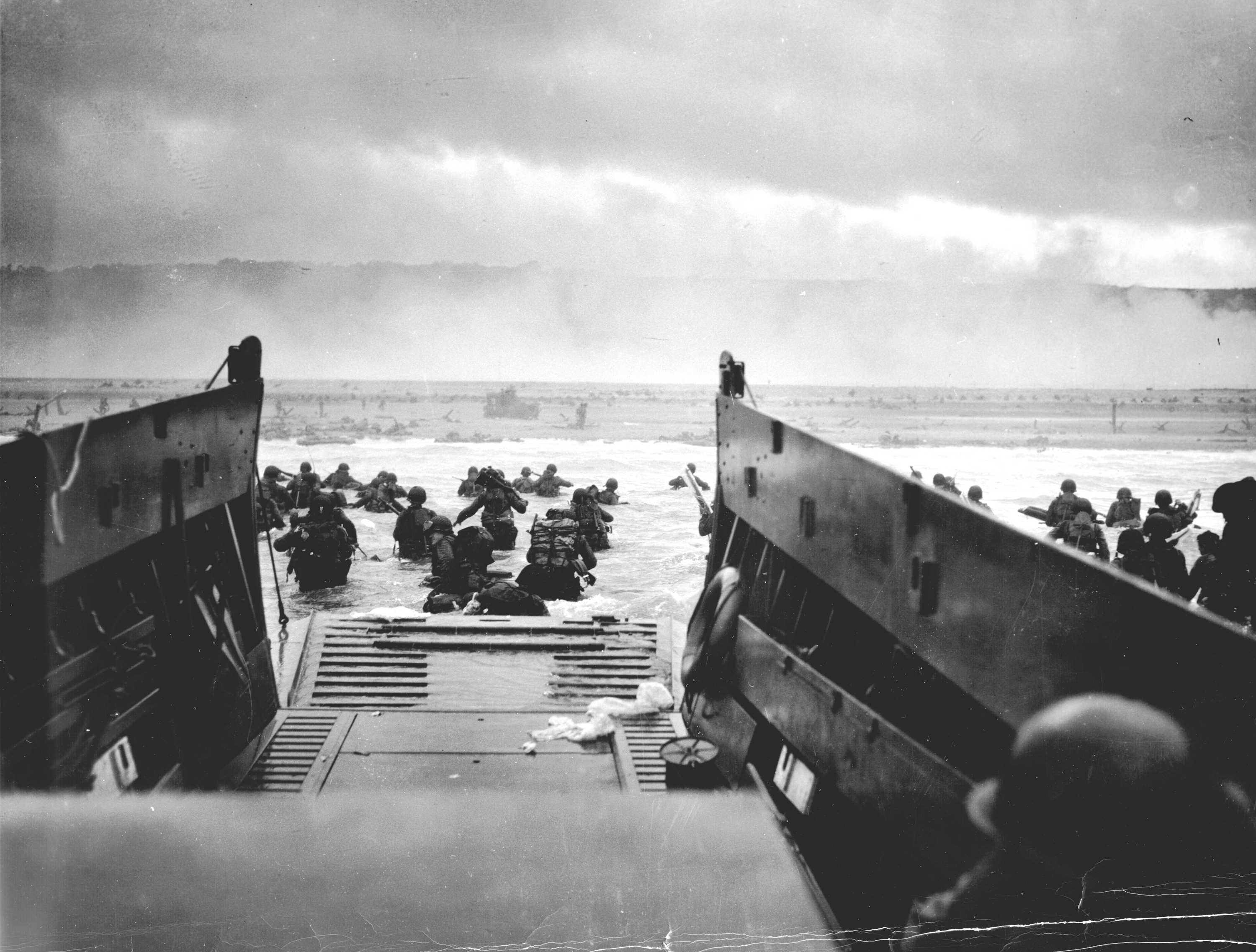
Висадка морського десанту. 1-ша піхотна дивізія армії США. Омаха-Біч. Операція «Нептун». 6 червня 1944

Деса́нт морськи́й (від фр. descente — «висадка», «спуск») — спеціально підготовлені з'єднання, частини та підрозділи, призначені для висадки з моря, або висаджені на узбережжя противника.
За масштабом і метою, розрізняють морські десанти:
- стратегічні,
- оперативні,
- тактичні і
- розвідувально-диверсійні.

Морський десант висаджуються способом «берег — берег», коли десант перевозиться на десантних кораблях і висаджується безпосередньо на березі, або способом «корабель — берег», коли десант перевозиться на транспорті і перевантажується з них на десантно-висадкові засоби біля берегів противника.

## Зовнішні джерела
- Морской десант [Архівовано 20 червня 2008 у Wayback Machine.]
- Морской десант и десантные корабли [Архівовано 13 грудня 2009 у Wayback Machine.]
- Морской славе Украины — 510 лет?